# Geocrinia alba
Geocrinia alba é uma espécie de anfíbio anuro da família Myobatrachidae. É considerada criticamente em perigo pela Lista Vermelha da UICN. Está presente em Austrália.